# Štěpán II. Chorvatský
Štěpán II. Chorvatský (chorvatsky Stjepan II. Trpimirović, † 1091) byl od roku 1089 až do své smrti králem středověkého Chorvatského království a zároveň posledním zástupcem panovnické dynastie Trpimírovců na chorvatském trůnu.

## Život

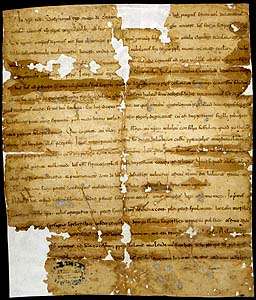
Charta krále Štěpána II. potvrzující starší listinu krále Zvonimíra darující panství Pustica v Lužani klášteru sv. Benedikta ve Splitu.

Štěpán byl zřejmě syn Častimíra, mladšího bratra krále Petra Krešimíra IV. Do doby před svou korunovací prožil 15 let v klášteře svatého Štěpána (samostan Svetog Stjepana) u Splitu, aby „zde dožil“.

 
Ve svých záznamech z roku 1078 napsal: 
| „ | „Já Štěpán, kdysi zářný kníže herzegovinských Chorvatů, poznamenán těžkou nemocí, povolal jsem královské duchovní, aby nalezli léku na mé hříchy. Na jejich doporučení odešel jsem do kláštera svatého Štěpána. Zde jsem se vzdal veškeré své důstojnosti, zde jsem si vybral svoji hrobku pro poslední odpočinek a požádal opata, aby se za mne přimluvil ve svých modlitbách […].“ | “ |

V klášteře Štěpán setrval až do smrti svého předchůdce, krále Dimitrije Zvonimíra v roce 1089. Jako král Štěpán II. se stejně jako jeho předchůdce nazýval titulem „z Boží vůle král Chorvatů a Dalmatů“.
Štěpán II. panoval jen dva roky a byl považován za osvíceného a odhodlaného panovníka. Podařilo se mu vyřešit řadu problémů své doby.
Bezprostředně po jeho smrti v roce 1091 vypukly v zemi silné nepokoje. Helena Spanilá, manželka jeho předchůdce krále Zvonimíra, s pomocí svých spojenců dosáhla toho, že se její bratr, uherský král Ladislav, ujal moci na severu Chorvatska a umožnil tak svému synovci, Kolomanovi, aby se později stal novým chorvatským králem.
Předtím se ještě o vládu v zemi s Uhry v letech 1093–1097 utkal Petr Svačić. Roku 1102 se však vlády ujímá král Koloman Uherský, čímž začalo dlouhé období personální unie Uherského a Chorvatského království.